# Constance van Castilië (-1160)
Constance van Castilië (circa 1140 - Parijs, 4 oktober 1160) was van 1154 tot 1160 koningin-gemalin van Frankrijk. Ze stamde uit het huis Ivrea.

## Levensloop
Ze was de dochter van koning Alfons VII van Castilië en Berengaria van Barcelona. Haar geboortejaar is niet 100 procent zeker.
In 1154 huwde ze met koning Lodewijk VII van Frankrijk, die kort daarvoor van zijn eerste vrouw Eleonora van Aquitanië gescheiden was. Ze kregen de volgende kinderen:
- Margaretha (1157-1197), huwde eerst met koning Hendrik de Jongere van Engeland en daarna met koning Béla III van Hongarije.
- Adelheid (1160-1220), huwde met graaf Willem II van Ponthieu.

In 1160 overleed Constance in het kraambed toen ze van haar tweede kind beviel. Omdat haar echtgenoot nog steeds geen mannelijke nakomelingen had, hertrouwde hij vijf weken na haar dood met Adelheid van Champagne. Eleonora werd begraven in de Kathedraal van Saint-Denis.